# Elba (Minnesota)
Elba és una població dels Estats Units a l'estat de Minnesota. Segons el cens del 2000 tenia 214 habitants.

## Demografia
Segons el cens del 2000, Elba tenia 214 habitants, 72 habitatges, i 58 famílies. La densitat de població era de 40,5 habitants per km².
Dels 72 habitatges en un 51,4% hi vivien nens de menys de 18 anys, en un 58,3% hi vivien parelles casades, en un 6,9% dones solteres, i en un 19,4% no eren unitats familiars. En el 16,7% dels habitatges hi vivien persones soles el 12,5% de les quals corresponia a persones de 65 anys o més que vivien soles. El nombre mitjà de persones vivint en cada habitatge era de 2,97 i el nombre mitjà de persones que vivien en cada família era de 3,28.
Per edats la població es repartia de la següent manera: un 35,5% tenia menys de 18 anys, un 7% entre 18 i 24, un 30,4% entre 25 i 44, un 18,2% de 45 a 60 i un 8,9% 65 anys o més.
L'edat mediana era de 31 anys. Per cada 100 dones de 18 o més anys hi havia 102,9 homes.
La renda mediana per habitatge era de 38.750 $ i la renda mediana per família de 41.042 $. Els homes tenien una renda mediana de 30.156 $ mentre que les dones 22.500 $. La renda per capita de la població era de 14.398 $. Entorn del 3,5% de les famílies i el 6,2% de la població estaven per davall del llindar de pobresa.

## Poblacions properes
El següent diagrama mostra les poblacions més properes.